# Forgotten; or, An Answered Prayer
Forgotten; or, An Answered Prayer è un cortometraggio muto del 1911 diretto da Van Dyke Brooke.

## Produzione
Il film fu prodotto dalla Vitagraph Company of America.

## Distribuzione
Il film - un cortometraggio in una bobina - uscì nelle sale cinematografiche statunitensi il 22 settembre 1911, distribuito dalla General Film Company.